# Čert a Káča (opera)
Opera Čert a Káča je jedno z pozdních jevištních děl českého hudebního skladatele Antonína Dvořáka. Napsal ji v roce 1899 na libreto učitele a literáta Adolfa Weniga. Premiéra opery se konala v Národním divadle v Praze 23. 11. 1899 pod taktovkou prvního kapelníka Adolfa Čecha a v režii ředitele Národního divadla Františka Adolfa Šuberta.
Po svém návratu ze Spojených států amerických v roce 1896 se Antonín Dvořák obrátil ve své tvorbě jednak k domácí české tematice a jednak k principům programní hudby, které dosud příliš neuznával. Prvními plody tohoto Dvořákova tvůrčího posunu byly symfonické básně podle Kytice Karla Jaromíra Erbena (Zlatý kolovrat, Polednice, Vodník, Holoubek). Tyto skladby mají konkrétní příběh, "program" daný literární předlohou a autor se v nich pokouší i o neverbální hudební vyjádření přirozeného rytmického spádu veršové deklamace. Dvořákovy deklamační postupy a některé úsečné hudební motivy v opeře Čert a Káča, která následovala ve skladatelově tvorbě bezprostředně po erbenovských symfonických básních, už místy připomínají expresivní deklamaci pozdějších oper Leoše Janáčka.

## Charakteristika
Živou a přirozenou hudebně-dramatickou deklamaci doprovází Dvořák v Čertovi a Káče plným symfonickým zvukem orchestru. Ten se zde neprosazuje pouze v čistě hudebních plochách (samostatné předehry ke každému jednání, tance), ale díky mistrovské instrumentaci výsostně spoluvytváří atmosféry jednotlivých situací (nejpřesvědčivěji snad v ariosech Marbuela v 1. a 2. jednání).
Příběh o chytrém ovčáku Jirkovi, drzém vesnickém děvčeti Káče a oklamaném čertu Marbuelovi je založen na české lidové pohádce, kterou do své sbírky literárně zpracovala Božena Němcová. Libretista Wenig děj upravil v rámci dobových hudebně-divadelních konvencí do tří velkých jednání (ve vesnické hospodě, v pekle a na zámku), některé situace či dějiště vynechal a spolu s Dvořákem naopak do děje zasadil několik prvků typických pro výrazivo romantické opery, např. balet (Valčík v 1. jednání a Pekelný tanec ve 2. jednání) či velkou melancholickou árii Kněžny na začátku 3. jednání. Jinak ovšem Dvořák postupoval v duchu moderních hudebně-dramatických zásad a postupů programní hudby. Skladatel napsal tuto operu jako jednolitý prokomponovaný tok s důrazem na lehkou, svižnou a melodicky výraznou deklamaci. Hudební jazyk založil a rozpracoval na několika příznačných motivech, které geniálním způsobem melodicky, rytmicky i instrumentačně obměňuje. Tím se Čert a Káča zásadně odlišuje od předchozí Dvořákovy operní tvorby, sledující převážně ještě zastaralá schémata velké francouzské opery (oddělené árie, ansámbly a sbory). Svůj podíl na kvalitě tohoto díla má nepochybně i vtipné a literárně neproblematické Wenigovo libreto. Především raným Dvořákovým operám (např. Vanda, Tvrdé palice, Šelma sedlák) bývá totiž jako jejich hlavní nedostatek vytýkána právě nízká úroveň libret; jejich hudební a především hudebně-dramatické nedostatky bývají sice díky mimořádné kvalitě hudby přehlíženy, ve srovnání s pozdními Dvořákovými operami jako je Čert a Káča nebo především Rusalka jsou ovšem evidentní.

## Osoby a první obsazení
| osoba                                                                         | hlasový obor | premiéra (23.11.1899)    |
| ----------------------------------------------------------------------------- | ------------ | ------------------------ |
| ovčák Jirka                                                                   | tenor        | Bohumil Pták             |
| Káča                                                                          | mezzosoprán  | Marie Klánová-Panznerová |
| její máma                                                                     | mezzosoprán  | Růžena Vykoukalová       |
| čert Marbuel                                                                  | baryton      | Václav Kliment           |
| Lucifer                                                                       | bas          | Robert Polák             |
| čert vrátný                                                                   | bas          | Karel Veverka            |
| čert strážce                                                                  | bas          | Josef Karásek            |
| kněžna                                                                        | soprán       | Růžena Maturová          |
| komorná                                                                       | soprán       | Vilma Hájková            |
| maršálek                                                                      | bas          | Josef Žižka              |
| muzikant                                                                      | tenor        | Hynek Švejda             |
| Sedláci a selky, chasníci a děvčata, muzikanti, čerti, dvořané, lid za scénou |              |                          |
| Dirigent: Adolf Čech, režisér: František Adolf Šubert                         |              |                          |

## Děj opery

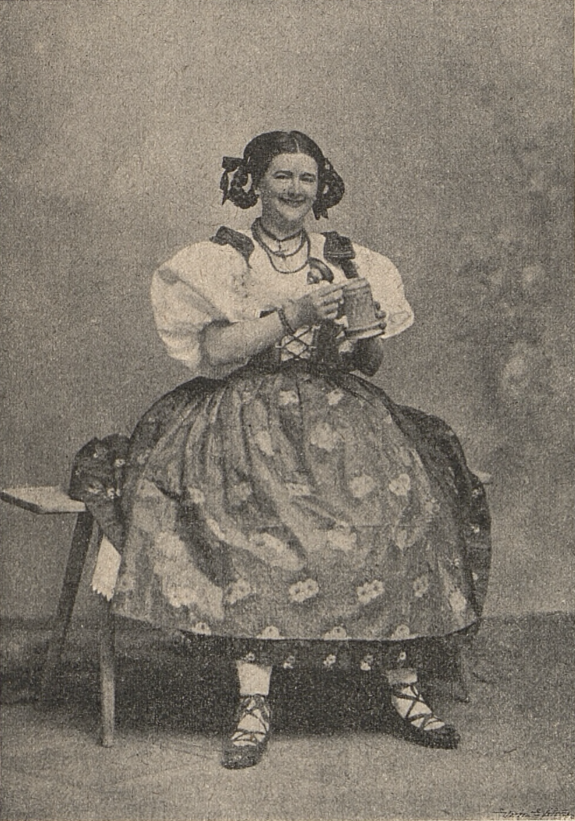
Anna Kettnerová-Veverková jako Káča (Světozor, 1904)

### 1. dějství
(Venkovská hospoda) Vesničané vesele slaví posvícení. Ovčákovi Jirkovi se nechce zábavu opustit, ale musí být ve službě u správce i v neděli. Opouští hospodu právě ve chvíli, kdy do ní přichází Káča, která je po celé vesnici proslulá svou hubatostí a nevábným zjevem (hranatá je, a ty boky, zadek bych jí neoběh, zpívá Jirka), v doprovodu své mámy. Vesnická muzika vyprovází ovčáka až do služby a na cestu mu hraje jeho nejoblíbenější píseň (píseň Jirky Já ubohej ovčáček, ztratil jsem tři ovce).
Zatímco všichni tančí valčík, Káča marně čeká, že ji někdo vyzve do kola. I když tancuje ze všeho na světě nejraději, mládenci se jí zdaleka vyhýbají. Stěžuje si mámě, ale ta jí odpovídá jen to, že jí hned radila raděj zůstat doma. Káča se na mámu utrhne a nahlas oznamuje: Jak to se mnou škube, točit bych se chtěla třeba s čertem dnes.
V tu ránu se objeví v hostinci čert Marbuel oblečený za myslivce. Přítomné slušně a přátelsky zdraví a vyptává se jich na jejich vztah k vrchnosti, aby zjistil, zda už duše správce a paní kněžny náležejí peklu. To vesničané potvrzují, nicméně jejich přístup ke zvědavému hostu přinutí Marbuela zanechat tohoto vyptávání. Raději si přisedne ke stolu Káči a její mámy. Laškuje s Káčou a pozve ji na máz piva, což Káča s radostí přijímá. Zatímco vesničané se po straně baví Káčiným neobratným koketováním s pohledným myslivcem, stěžuje si ukřivděná děva Marbuelovi, že by si ráda zatancovala, ale tady se sprosťáky, moresy nemají žádné, s těma nechci do kola. Marbuel si tedy u muziky vyžádá sólo — hezky zčerstva — a roztočí se s Káčou tak, že ta sotva popadá dech (polka se sborem Hleďte Káču, ta to chytla). Když vyčerpána klesne na lavici, prohlásí, že by se vzácným pánem tancovala až do smrti. Marbuel Káču vyzve, aby jej následovala k němu domů.
Vrací se Jirka ve špatné náladě a se svěšenou hlavou. Vypravuje, že jej správce vyhnal, protože prostořece odpověděl správci na poznámky o tom, že jej z hospody vyprovázela muzika. Když jej chtěl správce za vzpurnost vyplatit holí, ovčák mu ji sebral a zlomil, a tím přišel o práci. Správce ho poslal, ať táhne k čertu.
Marbuel dále přesvědčuje Káču, aby s ním odešla, a vychvaluje jí svůj "červený zámek" (árie Je to sice trochu daleko). Když z ní nakonec vymámí souhlas, popadne ji a oba zmizí v díře v zemi, z níž táhne sirný puch.
Hosté v hospodě němě ustrnou, Káčina máma začne bědovat. Jirka se ale přihlásí, že půjde pro Káču do pekla (koneckonců jej správce poslal k čertu, takže tam měl stejně namířeno), a skočí do díry.

### 2. dějství
(V pekle) V pekle se hlučně veselí čerti, pějí chválu lidské hamižnosti a láskou ke hrám (sbor Sláva zlatu mocnému, lidské svádí duše). Lucifer se je pokouší ukáznit a pak se vyptává, zda se již vrátil Marbuel z lovu duší na zemi.
Čert vrátný tvrdí, že ne, ale už je slyšet bušení na pekelnou bránu. Čerti vpouštějí dovnitř Marbuela, jemuž na zádech sedí Káča. Ta si ihned stěžuje na to, že ji její únosce podvedl, a drží se jeho krku a nehodlá ho pustit, dokud ji Marbuel neodnese zpět na zemi (árie Hnáty tě bolí, dobře tak na tebe). Ostatní čerti nebohému kolegovi radí, aby ženskou shodil, a pokoušejí se mu pomoci ji odtrhnout, se zlou se však ale potáží, protože Káča má na krku ochranný křížek.
Na pekelnou bránu opět někdo buší. Je to Jirka a přichází, aby si Káču odnesl zpět. Ale Káča odmítá a chce, ať ji zpátky odnese čert. Na Jirkovu radu nechá Lucifer Káče ukázat zlaté řetězy. Ta seskočí Marbuelovi z hřbetu a honí čerta, který má zlato v náručí. Osvobozený Marbuel teď může Luciferovi podat zprávu o vyřízení svého skutečného úkolu na zemi. Na základě hlášení se Lucifer rozhoduje ponechat správci ještě lhůtu k napravení, kněžna se však již dopustila příliš mnoha hříchů a peklo ji má neprodleně schvátit.
Nejdřív má ale Marbuel odnést Káču zpět. Toho se ale čert děsí; už ji jednou na zádech měl a nechtěl by to opakovat. Káče se zatím podařilo dostihnout čerta se zlatem a uzmout mu je, nyní si je potěšeně prohlíží. Marbuel hodlá využít Jirku: pokud mu ovčák pomůže a vymyslí, jak dostat Káču zpátky na zem jiným způsobem, hodlá jej čert odměnit. Ne však takovým zlatem, jaké dostala Káča — to se jí při východu z pekla promění v suché listí. Skutečnou odměnu může Jirka dostat v souvislosti s Marbuelovým úkolem.
Až nastane úplněk, přijde Marbuel do zámku a bude předstírat, že chce správce odnést do pekla. Jirka má být v tu chvíli přítomen a čertovi říci Odejdi, sic zle je s tebou! a Marbuel se ztratí. Správce pak nebude šetřit na tom, aby ovčákovi prokázal vděčnost. Ať se však nepokouší zachránit kněžnu, ta propadla pro své hříchy neodvolatelně peklu. Jirka s dohodou souhlasí.
Teď je ještě třeba přelstít Káču, aby peklo opustila. Čerti údajně na její počest pořádají muziku s pekelným tancem. To se Káče líbí (árie Pěkné to tu máte všecko), hned je jí samotné do tance, a když ji Jirka popadne a provádí ji v kole, ani si nevšimne, že s ním vytancovala z pekelné brány. Čerti vrata ihned zavírají na zámek a jsou všichni (a zejména Marbuel) rádi, že se Káči zbavili.

### 3. dějství
(V síni na zámku) Kněžna stojí v zamyšlení u okna a pozoruje zámeckou zahradu. Na skvostné slavnosti, kterou pořádala, zazněla varovná věštba, že hostitelka propadla peklu. Hosté se rozprchli a nyní je kněžna sama; přemýšlí o svých špatnostech a propadá lítosti a zoufalství (árie Jak smutno v zámku — pusté síně, jež veselostí hlaholily). Zvoní na komornou, od níž by si přála útěchu. Ta jí vypráví o tom, jak se čert objevil u správce a chtěl ho odnést do pekla, ale ovčák Jirka jej zachránil. Snad tedy bude ochoten zachránit i kněžnu, která pro něj posílá.
S příchodem noci roste kněžnin strach. Tu vstupuje maršálek se dvěma sluhy a ohlašuje Jirku. Ten nejdříve činí kněžně výčitky za její špatné zacházení s poddanými. Kněžna se mu zapřísahá, že se polepší, jen když nebude muset skončit v pekelném ohni. Jako důkaz požaduje ovčák zrušení roboty. Maršálek i dvořané jsou takovým nápadem rozhořčeni, ovčák však obrací pozornost kněžny ke shromáždění lidu před zámkem, který nadšeně očekává chvíli, až jejich paní odnese čert. Pokud milostpaní zruší robotu, uvidí, jak jí budou lidé vděčni. Kněžna dává maršálkovi pokyn, aby poddaným vyhlásil okamžité zrušení roboty. Nadšené volání slávy kněžně v ní vzbuzuje důvěru a Jirka je nyní ochoten se pokusit o její záchranu.
Jirka s sebou přivedl Káču, která je však zatím schována. Tentokrát se nehodlá nechat čertem podvést a poslat pryč s náručí uschlého listí. Čeká ve vedlejší komnatě a hodlá Marbuela odchytit, jakmile se objeví u kněžny.
Při zhasnutém světle očekávají přítomní příchod čerta. Tu se měsíční světlo promění na červené, okno se rozlétne a čert Marbuel jím vlétne do sálu. Vyzývá kněžnu, aby se chystala na cestu. Vyděšená žena klesá na kolena, v tom ale od dveří přibíhá Jirka a varuje čerta Uteč, uteč, zle je s tebou! Marbuel vysvětluje, že to dnes neplatí, ale Jirkovo varování spočívá v něčem jiném - je tady Káča a chce ho chytit, protože ji ošidil. Vyslance pekel se zmocní strach, a když se ve dveřích objeví samotná Káča, Marbuel raději co nejrychleji mizí oknem ven.
Kněžně se zjevně ulehčilo, Jirka u ní bude od nynějška prvním rádcem. Káča dostane za svou pomoc nejhezčí dům ve městě a ještě věno, jistě už na ně přiláká nějakého ženicha. Vstupuje lid, vzdává nejprve úctu náhle velkomyslné a milosrdné kněžně a pak oslavuje vítězství obou neohroženců z vlastních řad nad ďáblem.

## Nahrávky
Existuje dosud sedm kompletních nahrávek Čerta a Káči, čtyři z toho však nebyly vydány.
- 1947 (nevydáno) Zpívají (Jirka) Jaroslav Gleich, (Káča) Štěpánka Štěpánová, (její máma) Božena Štěpánová, (Marbuel) Karel Kalaš, (Lucifer) Josef Celerin, (čert vrátný) Jan Soumar, (kněžna) Zdeňka Hrnčířová, (komorná) Štefa Petrová, (maršálek) Bořek Rujan, (muzikant) Soběslav Raizl. Pražský rozhlasový orchestr a Pěvecký sbor Československého rozhlasu v Praze řídí František Dyk[1]
- 1955 (Supraphon, vydáno LP 1957: DV 5303-05, CD 2008: SU 3943-2) Zpívají (Jirka) Lubomír Havlák, (Káča) Ludmila Komancová, (její máma) Věra Krilová, (Marbuel) Přemysl Kočí, (Lucifer) Rudolf Asmus, (čert vrátný) Karel Berman, (kněžna) Marie Steinerová, (komorná) Jaroslava Vymazalová, (maršálek) Jaroslav Horáček, (muzikant) Rudolf Vonásek. Orchestr a sbor Národního divadla v Praze řídí Zdeněk Chalabala
- 1964 (nevydáno) Zpívají (Jirka) Franco Tagliavini, (Káča) Maja Sunara, (její máma) Gianella Borrelli, (Marbuel) Italo Tajo, (Lucifer) Salvatore Catania, (čert vrátný) Paolo Mazzotta, (čert strážce) Umberto Frisaldi, (kněžna) Renata Mattiolo, (komorná) Giuliana Raimondi, (maršálek) Umberto Frisaldi, (muzikant) Antonio Pietrini. Symfonický orchestr a sbor RAI řídí Luigi Toffolo
- 1973 (nevydáno, rekonstruováno 2000) Zpívají (Jirka) Dalibor Jedlička, (Káča) Libuše Márová, (její matka) Ivana Mixová, (Marbuel) Karel Berman, (Lucifer) Karel Berman, (čert vrátný) Karel Hanuš, (kněžna) Marcela Machotková, (komorná) Věra Starková, (maršálek) Josef Heriban, (muzikant) Rudolf Vonásek. Symfonický orchestr a pěvecký sbor Československého rozhlasu v Praze řídí Rudolf Vašata[2]
- 1979 (Supraphon, vydáno LP 1980, CD 1993: SU 11 1800- 612) Zpívají (Jirka) Miloš Ježil, (Káča) Anna Barová, (její máma) Daniela Suryová, (Marbuel) Richard Novák, (Lucifer) Jaroslav Horáček, (čert vrátný) Jan Hladík, (čert strážce) Aleš Šťáva, (kněžna) Brigita Šulcová, (komorná) Natálie Romanová, (maršálek) Pavel Kamas, (muzikant) Oldřich Polášek. Orchestr a sbor Janáčkovy opery v Brně řídí Jiří Pinkas
- 2003 (živý záznam z Národního divadla, nekomerční nahrávka) (Jirka) Tomáš Černý, (Káča) Jana Sýkorová, (Marbuel) Jiří Sulženko aj. Orchestr a sbor Národního divadla v Praze řídí Bohumil Gregor
- 2007 (Orfeo C 777 082 H) Zpívají (Jirka) Peter Straka, (Káča) Michelle Breedt, (její máma) Lenka Kučerová, (Marbuel) Peter Mikuláš, (Lucifer) Arutjun Kotchianin, (čert vrátný) Carsten Sabrowski, (kněžna) Olga Romanko, (komorná) Brigitte Schweizer, (maršálek) Carsten Sabrowski, (muzikant) Boris Pohlmann. WDR Sinfonieorchester Köln, Pražský komorní sbor a WDR Rundfunkchor Köln řídí Gerd Albrecht

Komerčně dostupný je rovněž DVD záznam Čerta a Káči z operního festivalu ve Wexfordu (Wexford Festival Opera) z roku 1988 (Kultur DVD D4443). Festivalový orchestr diriguje Albert Rosen, zpívají Gavin Clare, Michael Forest, Anne-Marie Owens, Kristine Ciesinski, Joan C. Davies aj.